# شهرستان پشچنا
شهرستان پشچنا (به لهستانی: Powiat Pszczyna) یک شهرستان در لهستان است که در استان سیلسیان واقع شده‌است. شهرستان پشچنا ۴۷۳٫۴۶ کیلومتر مربع مساحت و ۱۰۴٬۶۳۸ نفر جمعیت دارد.